# ميغيل لوبيز (منافس ألعاب قوى)
ميغيل لوبيز (بالإنجليزية: Miguel López) هو منافس ألعاب قوى أمريكي، ولد في 9 أبريل 1990 في سانتورس ‏ في الولايات المتحدة.

## وصلات خارجية
- ميغيل لوبيز على موقع الاتحاد الدولي لألعاب القوى (الإنجليزية)
- ميغيل لوبيز على موقع أوليمبيديا (الإنجليزية)